# Chalèze
Chalèze és un municipi francès situat al departament del Doubs i a la regió de Borgonya - Franc Comtat. L'any 2007 tenia 382 habitants.

## Demografia

### Població
El 2007 la població de fet de Chalèze era de 382 persones. Hi havia 169 famílies de les quals 38 eren unipersonals (17 homes vivint sols i 21 dones vivint soles), 76 parelles sense fills, 47 parelles amb fills i 8 famílies monoparentals amb fills.
La població ha evolucionat segons el següent gràfic:
Habitants censats

### Habitatges
El 2007 hi havia 181 habitatges, 168 eren l'habitatge principal de la família, 4 eren segones residències i 9 estaven desocupats. 152 eren cases i 28 eren apartaments. Dels 168 habitatges principals, 136 estaven ocupats pels seus propietaris, 30 estaven llogats i ocupats pels llogaters i 2 estaven cedits a títol gratuït; 4 tenien dues cambres, 25 en tenien tres, 40 en tenien quatre i 98 en tenien cinc o més. 151 habitatges disposaven pel capbaix d'una plaça de pàrquing. A 58 habitatges hi havia un automòbil i a 99 n'hi havia dos o més.

### Piràmide de població
La piràmide de població per edats i sexe el 2009 era:
| Homes | Edats   | Dones |
| ----- | ------- | ----- |
| 0     | 95 o +  | 4     |
| 0     | 90 a 94 | 0     |
| 0     | 85 a 89 | 0     |
| 4     | 80 a 84 | 0     |
| 4     | 75 a 79 | 8     |
| 8     | 70 a 74 | 12    |
| 12    | 65 a 69 | 12    |
| 24    | 60 a 64 | 12    |
| 8     | 55 a 59 | 12    |
| 16    | 50 a 54 | 20    |
| 12    | 45 a 49 | 12    |
| 20    | 40 a 44 | 12    |
| 12    | 35 a 39 | 12    |
| 8     | 30 a 34 | 16    |
| 20    | 25 a 29 | 12    |
| 16    | 20 a 24 | 12    |
| 12    | 15 a 19 | 8     |
| 12    | 10 a 14 | 4     |
| 0     | 5 a 9   | 24    |
| 8     | 0 a 4   | 4     |

## Economia
El 2007 la població en edat de treballar era de 241 persones, 176 eren actives i 65 eren inactives. De les 176 persones actives 166 estaven ocupades (90 homes i 76 dones) i 9 estaven aturades (4 homes i 5 dones). De les 65 persones inactives 37 estaven jubilades, 16 estaven estudiant i 12 estaven classificades com a «altres inactius».

### Ingressos
El 2009 a Chalèze hi havia 159 unitats fiscals que integraven 370 persones, la mediana anual d'ingressos fiscals per persona era de 20.699 €.

### Activitats econòmiques
Dels 11 establiments que hi havia el 2007, 2 eren d'empreses extractives, 2 d'empreses de fabricació d'altres productes industrials, 2 d'empreses de construcció, 1 d'una empresa d'hostatgeria i restauració, 1 d'una empresa financera i 3 d'empreses de serveis.
Dels 2 establiments de servei als particulars que hi havia el 2009, 1 era una lampisteria i 1 restaurant.
L'any 2000 a Chalèze hi havia 5 explotacions agrícoles.

## Poblacions més properes
El següent diagrama mostra les poblacions més properes.